# 알라니야
알라니야는 알란인들의 옛 나라로 지금의 오세티야뿐만 아니라 체르케스, 체첸, 인구셰티야도 알라니야에 속했다. 그러나 몽골의 침략으로 멸망하여, 정체성을 보존하고 살아남은 사람들은 지금의 오세트인으로 되었다. 알란인의 후예인 오세트인들은 북오세티야 공화국과 남오세티야 공화국의 다른 명칭으로 알라니야를 사용한다.